# Глог (пиће)
Глог (дански: gløgg, норвешки: gløgg, шведски: glögg, ирски: glögg, ферјарски:  gløgg, фински: glögi) је зачињено, углавном алкохолно, кувано вино или аперитив. То је традиционално нордијско пиће током зиме, посебно за време Божића.
У нордијским земљама, вруће вино је уобичајено пиће почевши од 16. века. Оригинални облик glöggа, зачињеног пића, конзумирали су гласници и поштари који су по хладном времену путовали на коњима или скијама. Од раног 19. века, glogg је уобичајено зимско пиће, мешано и подгревано са соком, сирупом, а понекад и уз трунку јачег алкохолног пића или пунча.
Рецепти за glögg се веома разликују; варијације обично почињу са белим или слатким вином или алкохолним пићима попут ракије или коњака. Производња gloggа започиње кључањем воде и додавањем зачина. После неколико минута кључања, смеша се процеди и додају се воћни сок, вино или алкохолна пића. Најчешћи зачини у овом куваном вину су каранфилић, цимет, кардамон и ђумбир. Остали уобичајени састојци могу бити кора поморанџе или лимуна, суво грожђе или бадеми.
Glögg се такође може направити без алкохола заменом вина воћним соковима или соком од бобичастог воћа. Glögg се у продавницама обично припрема од сока од грожђа, понекад и сока од црне рибизле, мешаног воћног сока, сока од јабуке или вина. Постоје и јаче врсте glöggа на бази рума. Већ купљени готов glogg се загреје пре употребе, али ако је на бази вина или са високим уделом алкохола, не треба га грејати до тачке кључања. У току или након загревања треба додати целе бадеме или суво грожђе.
Glögg је у Финску дошао из Шведске. Финска реч glögi потиче од шведске речи glögg, која заузврат потиче од речи glödgat vin илити вруће вино. Крајем 19. века пио се glögg помешан са вином, али је, због прохибиције, конзумирање gloggа скоро потпуно престало. Када је 1930-их забрана укинута, glögg је био рекламиран у шведским часописима, а 1950-их и 60-их, испијање gloggа је постала традиција. Крајем 1960-их и почетком 70-их, рецепти за glögg почели су да се појављују и у часописима на финском језику, након чега је glögg постао божићна традиција у целој Финској.